# Бразильсько-суринамські відносини
Бразильсько-суринамські відносини — двосторонні дипломатичні відносини між Бразилією та Суринамом. Протяжність державного кордону між країнами становить 515 км.

## Історія
У 1906 представники Бразилії та Нідерландської Гвіани підписали в Ріо-де-Жанейро договір про державний кордон між країнами.
У 1975 Бразилія визнала незалежність Суринаму від Нідерландів, а в 1976 сторонами підписано Договір про дружбу, співробітництво та торгівлю.
У квітні 2004 підписано Угоду про торгівлю, яка, зокрема, врегулювала питання про торгівлю рисом між країнами. За оцінками, близько 35 тисяч бразильців проживають у Суринамі (що становить близько 8 % населення), більшість із них бере участь у видобутку корисних копалин. 
У 2011 Бразилія та Суринам спростили процедуру легалізації бразильських робітників у Суринамі.
У 2013 Бразилія проголосувала на виборах у Союзі південноамериканських націй за президента Суринаму, який після перемоги обіймав посаду керівника цієї організації з серпня 2013 до грудня 2014. Бразилія та Суринам співпрацюють у таких галузях, як охорона здоров'я (профілактика сифілісу, ВІЛ/СНІДу та хвороби Шагаса), розвиток сільського господарства (виробництво маніоки, переробка харчових продуктів), а також боротьба з організованою злочинністю. Обидві країни мають членство у Міжнародному валютному фонді (МВФ).